# Эльбурские углозубы
Эльбурские углозубы  (Paradactylodon) — род земноводных из семейства Углозубые отряда Хвостатые. В роде  3 вида.

## Описание
Общая длина представителей этого рода колеблется от 10 до 26,8 см. Голова овальной формы, уплощенная, вытянутая. Глаза сильно выпуклые. Язык широкий и округлый. Губная складка отсутствует. На верхнечелюстных костях имеется небольшое количество зубов, сошниковые зубы расположены в 2 коротких дугообразных строчках, расположенных сзади у ноздрей. Носовые кости крупные, соприкасающиеся друг с другом передними и задними частями, между носовыми костями лежит межносовая кость эллиптической формы. Туловище коренастое. Реберные борозд 13. Конечности умеренно длинные с 4 пальцами на передних и задних, только у одного вида на задних - по 5 пальцев. Хвост толстый и длинный. Окрас спины коричневый или серо-бурый с желтыми или оранжевыми пятнышками, разбросанными по спине. Брюхо темнее спины.

## Образ жизни
Любит холодные реки, ручьи, пещеры в горной местности. Встречаются на высотах от 200 до 3050 м над уровнем моря. Ведут преимущественно водный образ жизни. Питаются водными беспозвоночными.
Живородящих форм в этом роде нет, все три вида откладывают икру. 

## Распространение
Обитают в Афганистане и Иране.

## Виды
- Эльбурский углозуб (Paradactylodon gorganensis Clergue-Gazeau et Thorn, 1979)
- Афганский углозуб (Paradactylodon mustersi Smith, 1940)
- Гирканский углозуб (Paradactylodon persicus Eiselt et Steiner, 1970)